# Église Sainte-Germaine de Toulouse
Ne doit pas être confondu avec Basilique Sainte-Germaine.
L'église Sainte-Germaine est une église toulousaine située place Sainte-Germaine, en face de la gare Saint-Agne. Elle doit son nom à sainte Germaine de Pibrac, sainte du diocèse originaire de Pibrac, ville de Haute-Garonne.
En 2024 l'église Sainte-Germaine de Toulouse est rattachée à l'ensemble paroissial Sainte-Germaine comprenant les paroisses toulousaines de Saint-Marc, Notre-Dame-d'Espérance, Sainte-Marie-des-Anges et Sainte-Germaine.

## Historique
Le 6 octobre 1890, l'abbé Jean-Marie Gaussail, curé de la paroisse Saint-Exupère de Toulouse acquiert un vaste terrain le long de l'allée Saint-Agne pour la somme de vingt quatre mille trois cent vingt et un francs.
Le 29 novembre 1890, l'abbé Gaussail, délégué par l'archevêque de Toulouse pose la première pierre de la future église. Cette pierre avait été offerte par le pape Léon XIII, à la demande du cardinal-archevêque de Toulouse Florian Desprez, et était issue de la catacombe romaine de Sainte-Priscille.
Le 15 juin 1893, l'église est inaugurée.
Seul le clocher n'a pas pu voir le jour faute de ressource. Le beffroi des cloches devait être couronné d'une flèche en brique qui n'a jamais vu le jour.
L'église est érigée au titre d'église paroissiale le 13 avril 1902.

## Dédicace
L'église fut dédiée à sainte Germaine de Pibrac, sainte du diocèse de Toulouse.

## Éléments remarquables
Au dessus du maître-autel fut installée une statue monumentale de sainte Germaine par Alexandre Falguière, qui fut primitivement élevée place Saint-Georges. Taillée de marbre blanc elle représente la sainte dans l'attitude de l'extase, les bras ouverts, le visage tourné vers le Ciel.

## Le culte du BienheureuxGuillaume de Toulouse
À la nouvelle église fut confiée le culte, la dévotion et l'image du Bienheureux Guillaume de Natholosa (1297-1369), dit de Toulouse, par le cardinal Desprez.
On trouve une statue du bienheureux (la seule connue à ce jour) d'après une de ses représentations datant du XVIe siècle.

## Galerie

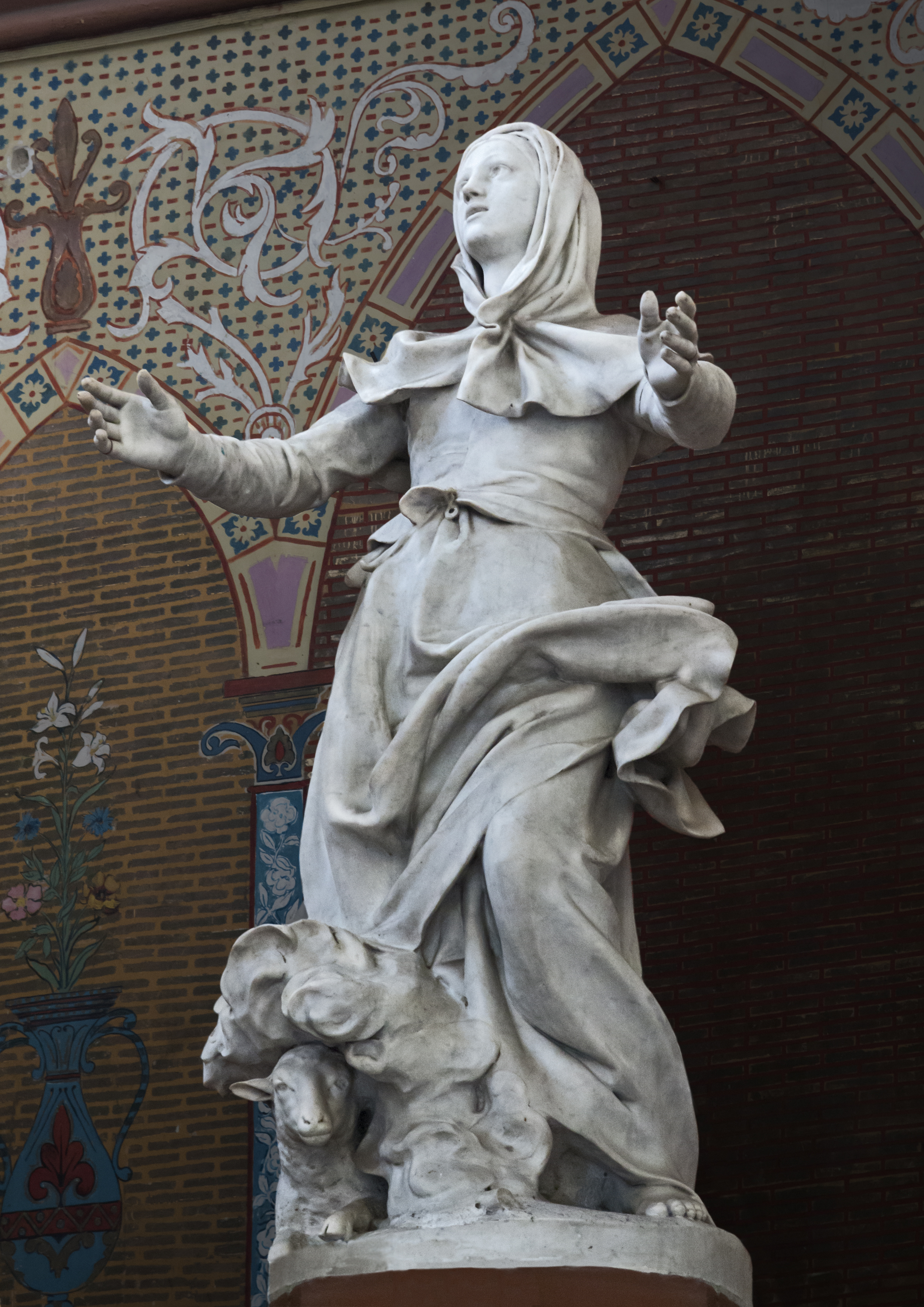
Statue de sainte Germaine par Falguière.
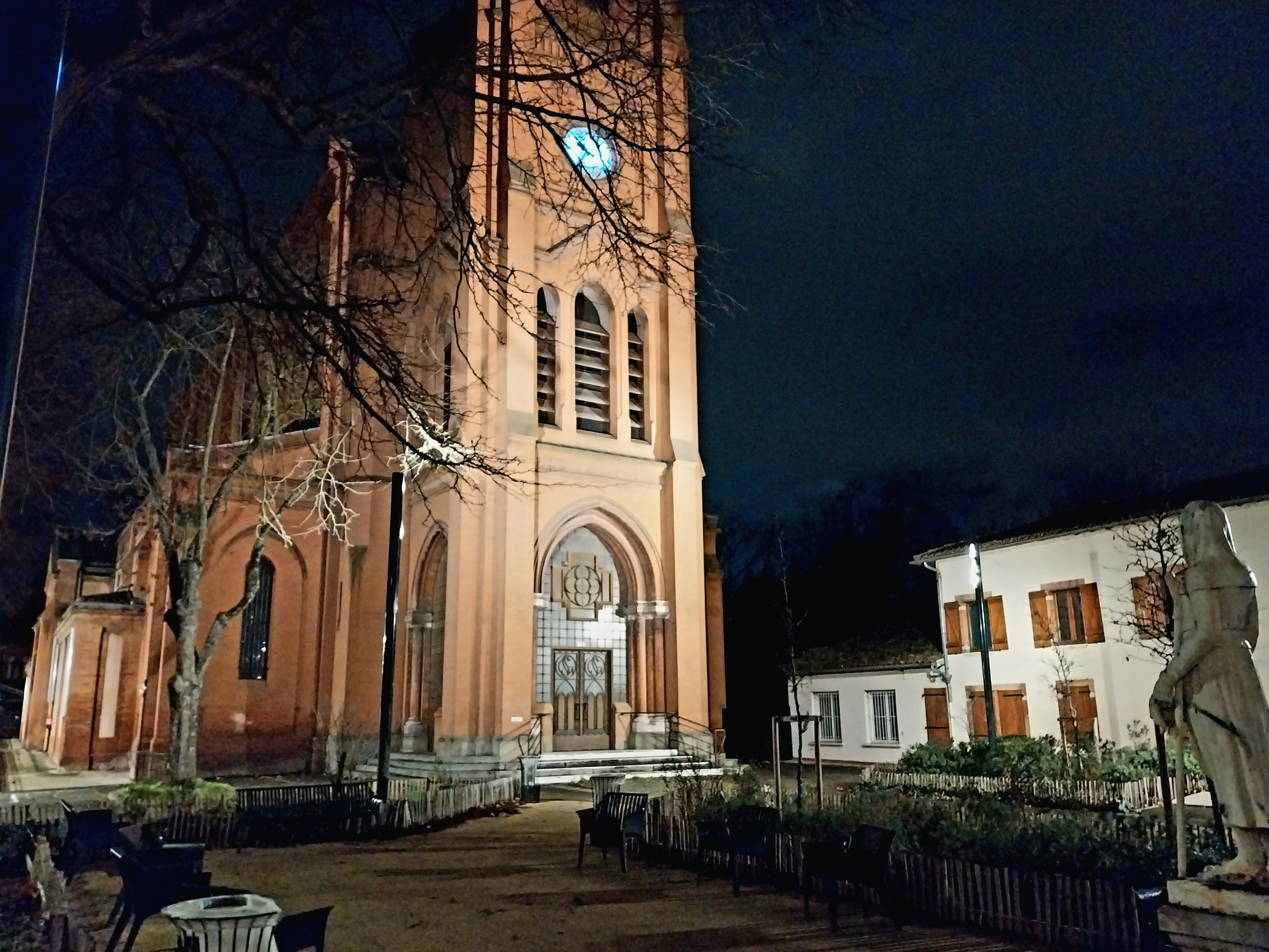
Église Sainte-Germaine de nuit face à la statue de sainte Germaine sur la place Sainte-Germaine.
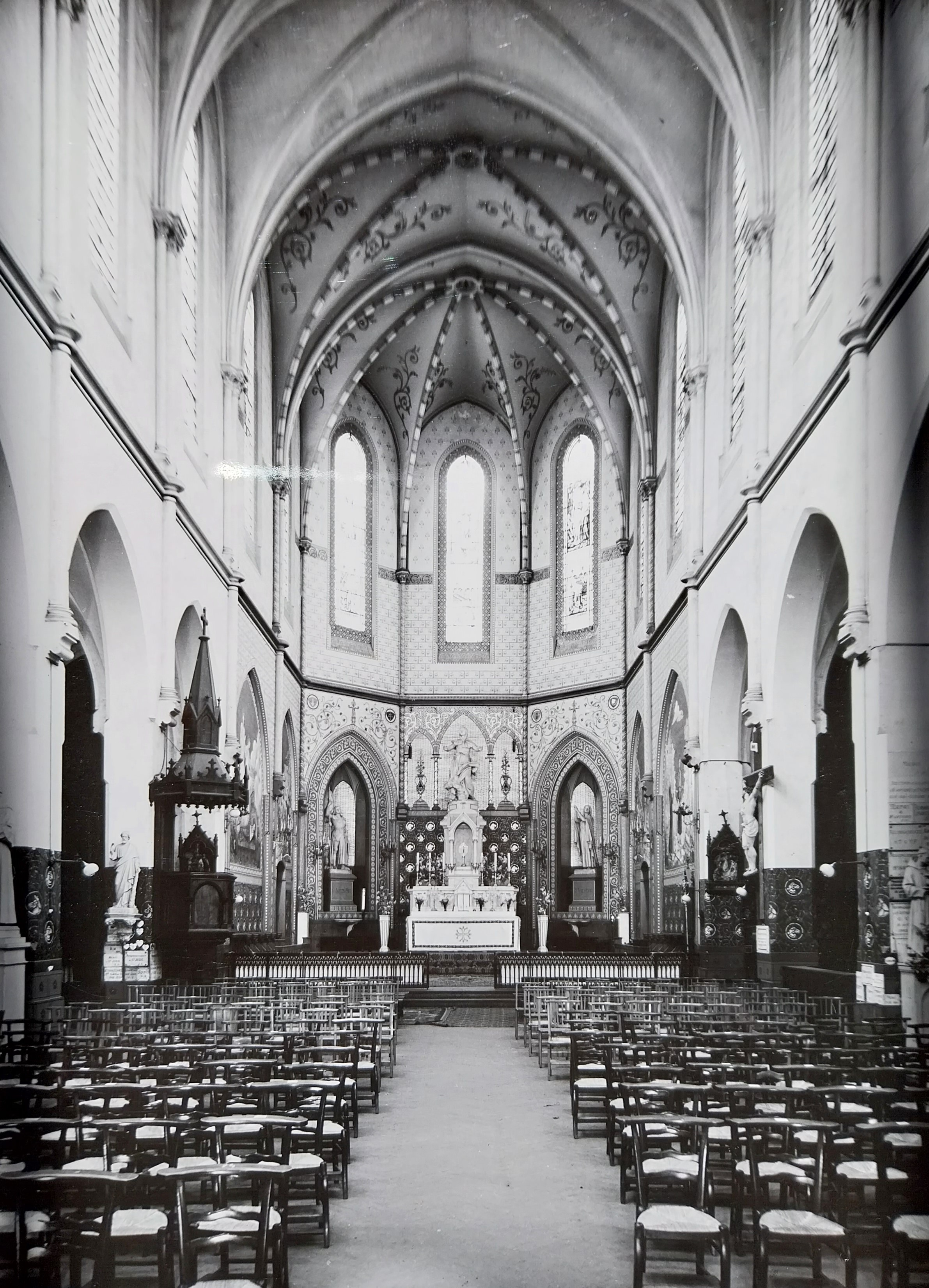
Église Sainte-Germaine, vue intérieure, début XXe siècle.
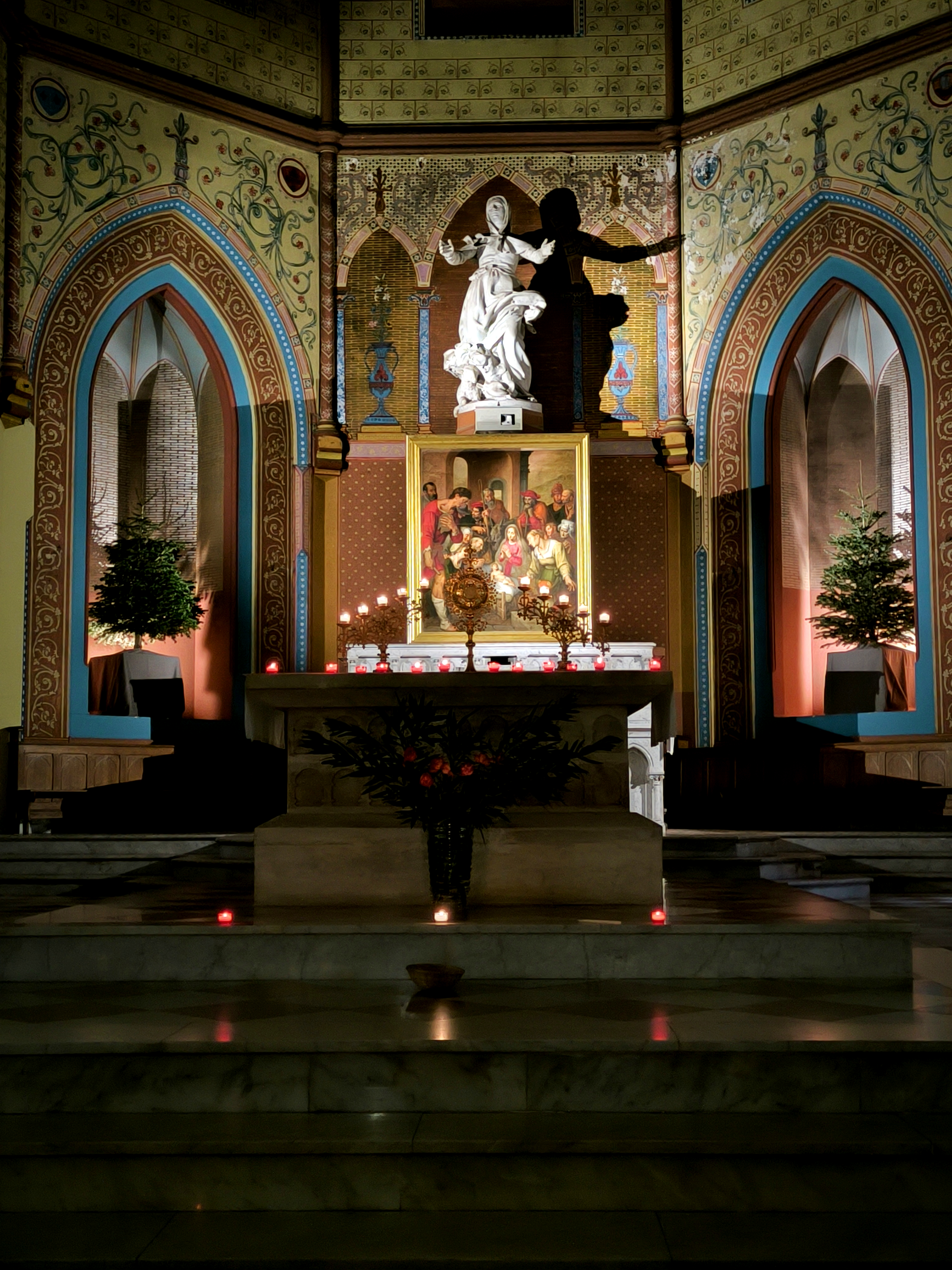
Adoration du Saint-Sacrement.
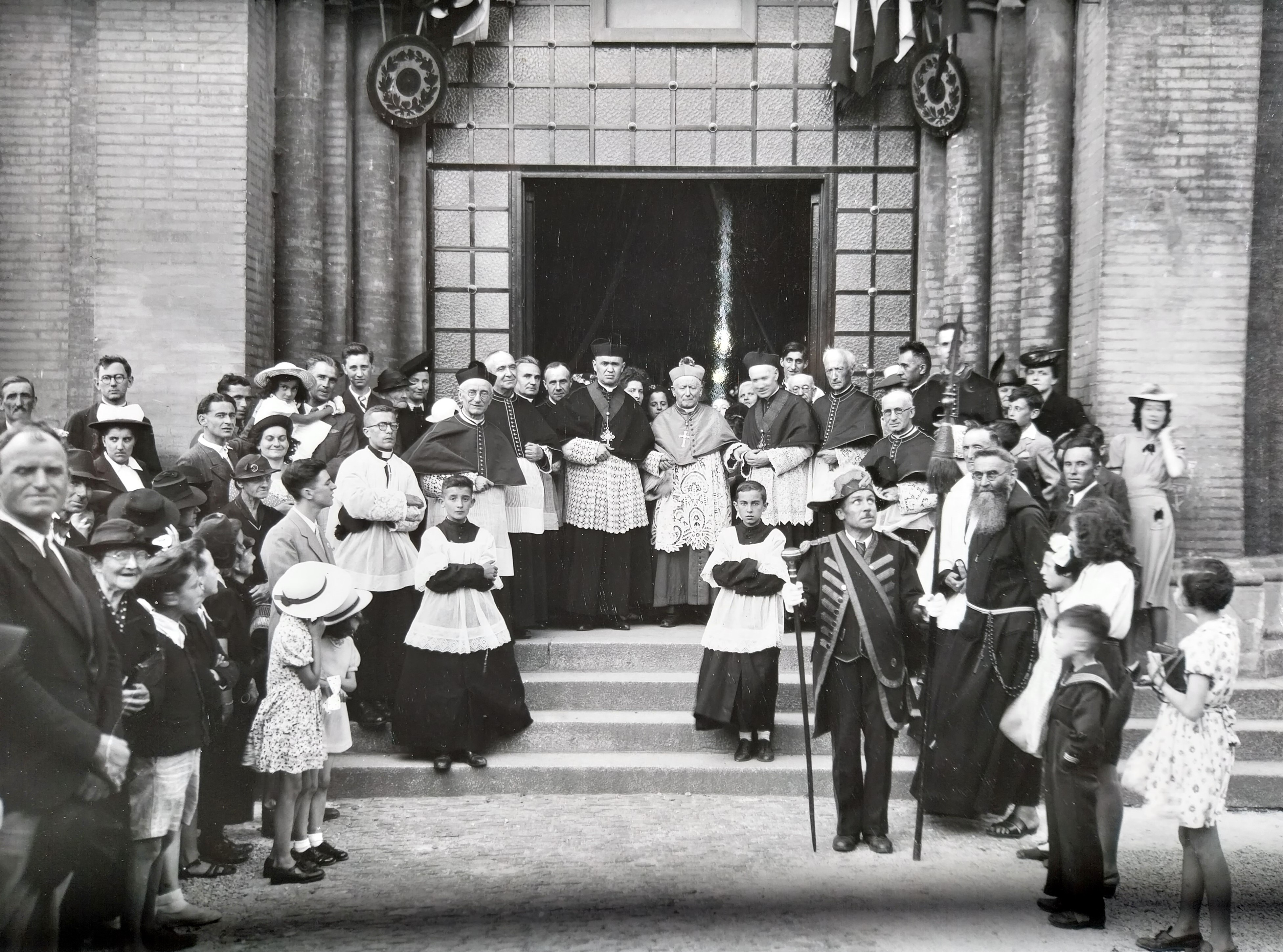
Le cardinal-archevêque de Toulouse, Jules-Géraud Saliège à l'entrée de l'église.
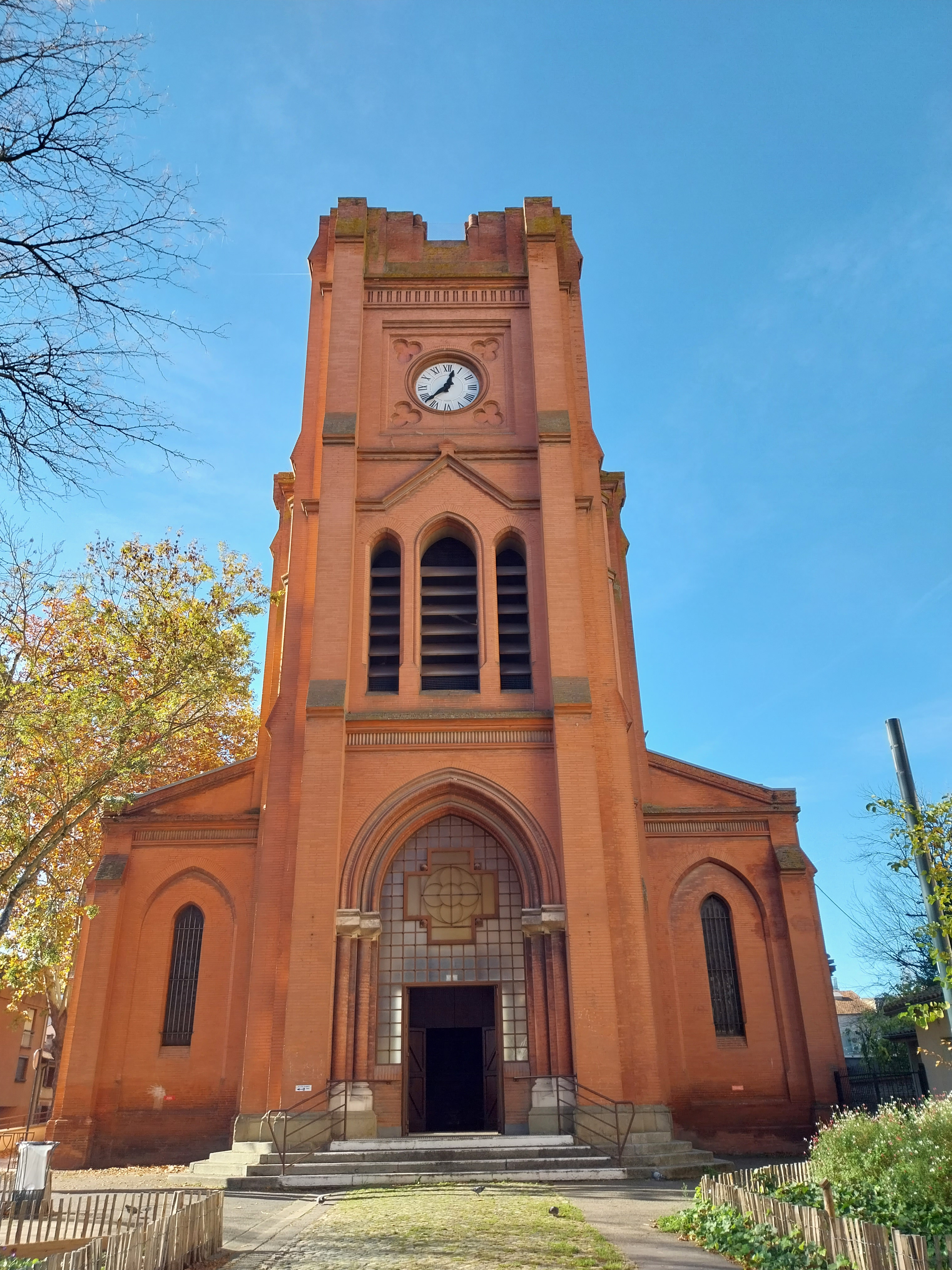
Église Sainte-Germaine ensoleillée.
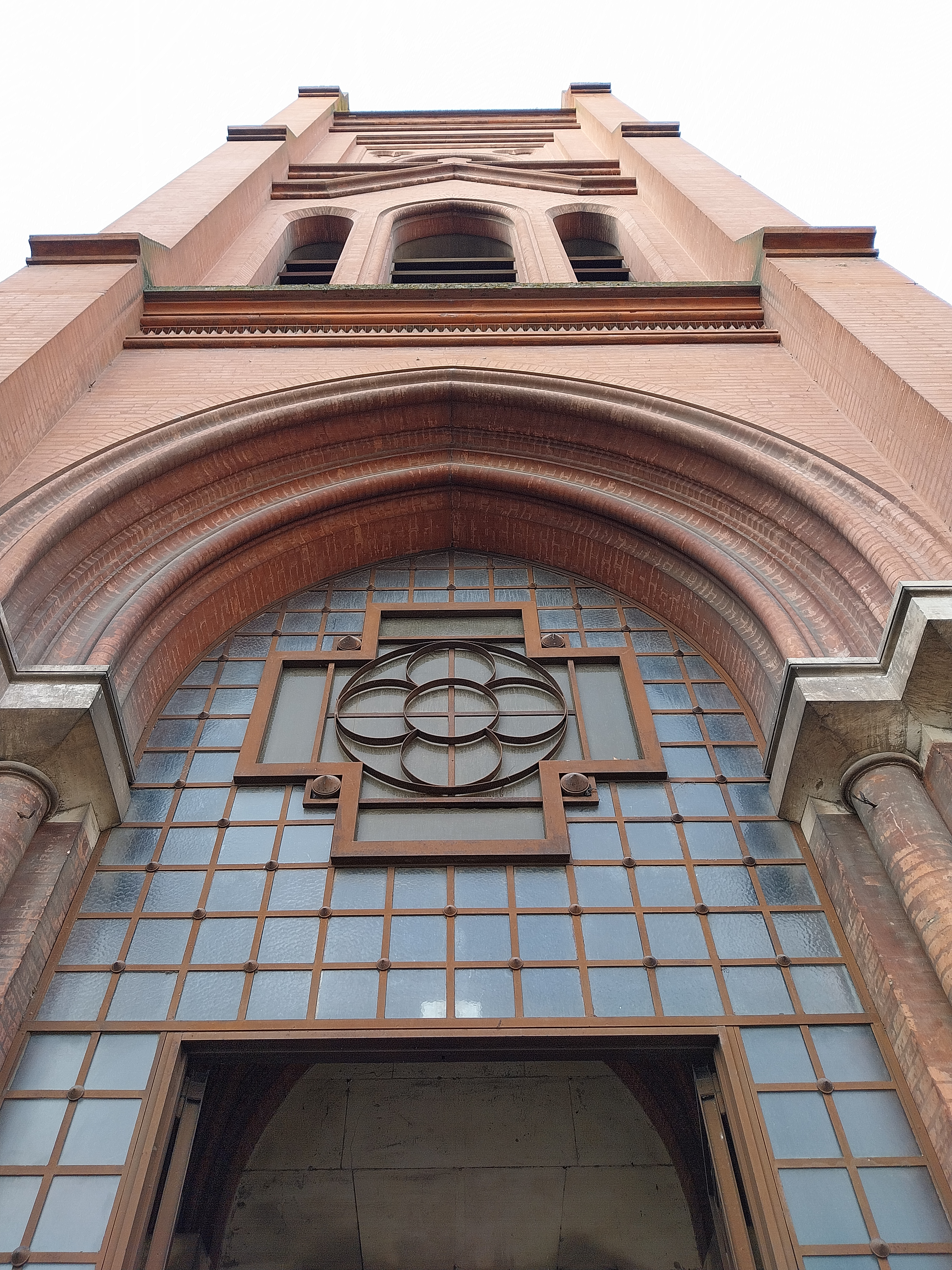
Porche de l'église Sainte-Germaine.
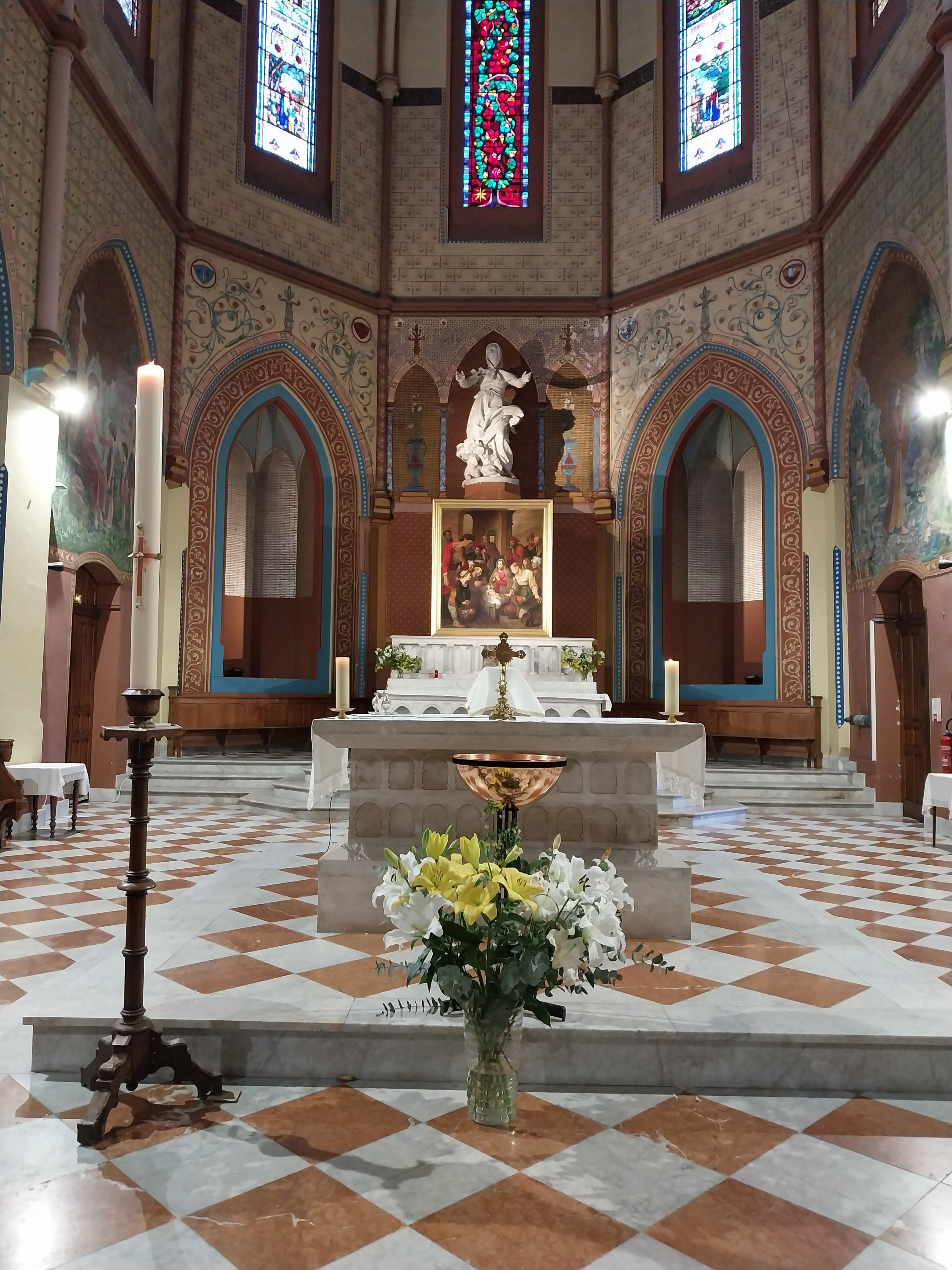
Chœur de l'église Sainte-Germaine.
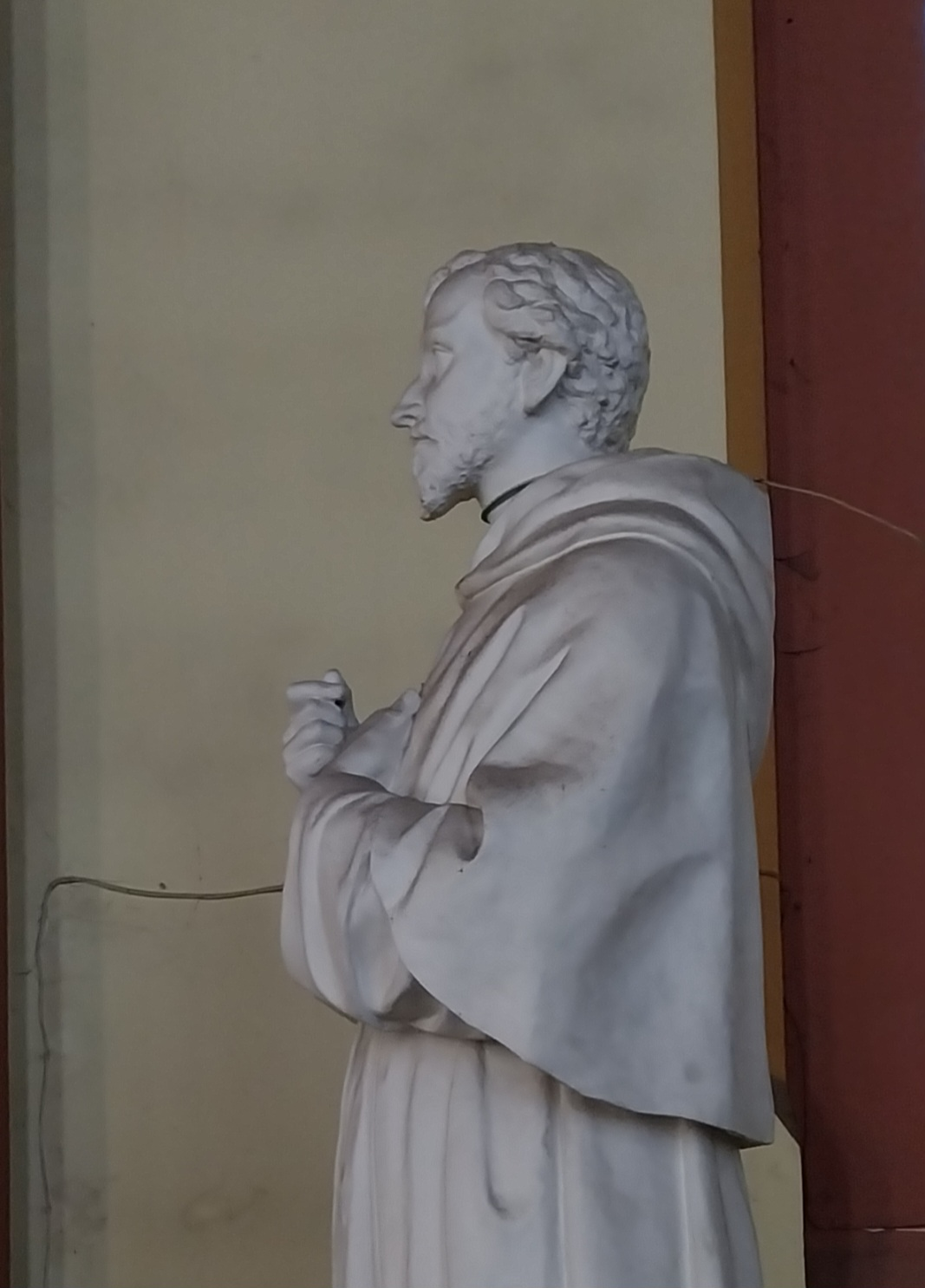
Statue du bienheureux Guillaume de Toulouse.

### Sources
- Inauguration de l'église Sainte-Germaine allée Saint-Agne - Compte rendu, discours, état de l'oeuvre, un supplément au n°28 de la Semaine Catholique du 9 juillet 1893.
- Paul Monnier, L'église Sainte-Germaine a cent ans, 15 juin 1893 - 20 juin 1993, Paroisse Sainte-Germaine, Toulouse, 1993.